# Kletterbos
Kletterbos is een buurtschap in de stad Sint-Niklaas in Oost-Vlaanderen. De buurt is gelegen rondom de Brandstraat en de Kletterbosstraat. De omgeving is vooral met landbouwgrond bebouwd met hier en daar een huis. De Kletterbosstraat is een doodlopende straat en is een iets bebouwder deel met huizen. De Brandstraat leidt zuidwaarts richting Temse en leidt noordwaarts richting Ster en de N70 die Gent met Antwerpen verbindt.

Deelgemeenten: Belsele · Nieuwkerken-Waas · Sinaai · Sint-Niklaas

Overige plaatsen en wijken: Baenslandwijk · Clementwijk · Dillaertwijk · Driegaaien · Driekoningenwijk · Drielinden · Duizend Appels · Eindeken · Elisabethwijk · Fabiolawijk · Godschalk · Hertjen · Hoogkameren · Kettermuit · Kletterbos · Krekel · Molenwijk · Ossenhoek · Patotterij · Populierenwijk · Priesteragiewijk · Puivelde · Stationswijk · Ster · Tereken · Valk · Vlijminckshoek · Vossekot · Vosselwijk · Watermolenwijk · Westakkers · Wijnveld · Zwaanaarde

Belgische gemeenten · Arrondissement Sint-Niklaas · Oost-Vlaanderen · Vlaanderen